# فهرست صنایع تبریز
صنایع مختلفی از قبیل صنایع شیمیایی، ماشین‌آلات و تجهیزات، محصولات کانی غیرفلزی، مواد غذایی، آشامیدنی و دخانیات، نساجی، پوشاک، چرم و کفش در این شهر مشغول فعالیت هستند که از مهم‌ترین آن‌ها می‌توان به مهر اصل (معروفترین ومهمترین کارخانه آذربایجان )آجر آذربایجان، کفش سهند، بافندگی لایکو، بلبرینگ‌سازی ایران، پالایشگاه تبریز، پتروشیمی تبریز، پشم تبریز، پیستون‌سازی ایران، تخت‌خواب فروزان، تخته فشاری و فورمیکاسازی، تراکتورسازی ایران، ترموپلاست، چرم‌سازی تبریز، حوله برق‌لامع، خانه‌سازی ایرداک، لیلاند دیزل، درمن دیزل، هاکسیران دیزل، ایدم، ریسندگی پشمینه تبریز، سیمان صوفیان، شیر پاستوریزه، کفش آقایی، کبریت‌سازی توکلی، کبریت‌سازی ممتاز، گچ آذربایجان، ماشین‌سازی تبریز، پمپیران، موتوژن، موکت تبریز، نساجی تبریز، نوشابه‌سازی پپسی‌کولا، نوشابه‌سازی کوکاکولا و نیروگاه بزرگ حرارتی، گازار لودر تبریز و الکتروموتور تیزبرش سهند در تبریز فعالیت می‌کنند.

## خودرو و نیروی محرکه
- ایدم
- بنیان دیزل (درمن دیزل)
- صانع (هاکسیران دیزل)
- چرخشگر (لیلاند دیزل)
- موتورسازان تراکتورسازی ایران
- پیستون ایران
- پیستون تبریز
- مجتمع صنعتی شمال غرب
- مجتمع صنعتی و تولیدی لوازم اصلی تندر و نصر
- هنرآسا
- خودرو سازی آکیا
- شرکت همتاز موتور
- شرکت نیرو محرکه بناب
- صنعت خودرو آذربایجان
- ایران خودرو تبریز
- ایران خودرو آذربایجان
- سایپا آذربایجان
- آمیکو
- ارس خودرو دیزل
- رخش خودرو دیزل
- ماشین‌سازی یاقوت تبریز
- خودروسازی اسنا
- خودروسازان دیزلی آذربایجان
- سیبا موتور
- دنا فیلتر
- خودروسازی آذهایتکس
- آیدامیر
- ایستا سوپاپ
- گازار لودر تبریز

## صنعت برق و الکترونیک
- نیروگاه حرارتی تبریز
- نیروگاه حرارتی سهند
- نیروگاه گازی صوفیان
- نیروگاه برقابی ارس
- صنایع الکترونیکی پارلار
- نیروگاه سیکل ترکیبی هریس
- نیروگاه خورشیدی تبریز

## ماشین‌سازی و ساخت تجهیزات
- تراکتورسازی ایران (ساخت تراکتور)
- ماشین‌سازی تبریز
- صنایع پمپ‌سازی ایران (پمپیران)
- کمپرسورسازی تبریز (کمپیدرو)
- لیفتراک‌سازی سهند
- پمپ و توربین (پتکو)
- بلبرینگ ایران
- موتوژن
- شرکت صنایع نساجی ایران (ساخت ماشین ریسندگی)
- شرکت گسترش صنایع ریلی ایران (ایریدکو)
- شرکت طراحی مهندسی و ساخت تجهیزات و ابزارآلات سایپا (سمتکو)
- صنایع ریلی واگن سازان تبریز(WST)
- گسترش و توسعهٔ صنعت آذربایجان
- ماشین‌آلات صنعتی تراکتورسازی ایران
- ماشین‌سازی فیض کامل
- ماشین‌سازی کامل‌تراش
- مهراصل
- آذر دما گستر
- آریا سپهر کیهان
- سولار پمپ
- مهندسی فوژ
- هواسان
- هواسازان
- صبافرین
- سیمکات
- شرکت مکانیک آب
- نویدموتور
- نویدسهند

## فلزی و ریخته‌گری
- آهنگری تراکتورسازی ایران
- ریخته‌گری تراکتورسازی ایران
- ریخته‌گری ماشین‌سازی تبریز
- سهندپولاد
- شرکت میلان‌فیلتر تبریز
- فراورده‌های ریخته‌گری پودری سهند
- آلومینا سراب
- مجتمع مس سونگون
- فولاد آذربایجان
- مجتمع فولاد صنعت بناب
- فولاد شاهین بناب
- فولاد شهریار بناب
- فولاد سهند بناب
- فولاد ظفر بناب
- فولاد کاوه تیکمه‌داش
- فولاد صائب تبریز
- فولاد ناب تبریز
- شرکت فولاد مهر سهند
- شرکت نورد لوله و پروفیل آذربایجان
- شرکت لوله‌سازی آذرشهر
- شرکت یاقوت صنعت
- گروه صنعتی دُرپاد تبریز

## لوازم خانگی
- شرکت دونار خزر
- شرکت صنعتی آبشار
- شرکت عالی‌نسب
- شرکت استیل الکترونیک آذربایجان با برند های سوزان ، فوجی پلاس و استیلون
- شرکت هانیزان
- گروه صنعتی آیسان خزر با برند های الکتروسان ، تکنوسان و یاسان
- شرکت سیلوان
- گروه صنعتی جنرال پارس
- گروه صنعتی آیسان فلات
- گروه صنعتی پردیس خزر با برندهای آرچیداک و پردیس خزر و گلدیس
- شرکت آذرشایسان با برند گالان

## شیمیایی و سلولزی
- پالایشگاه تبریز
- پتروشیمی تبریز
- شرکت نفت پاسارگاد
- شرکت پلی‌نار
- شرکت کلرپارس
- آذران پلاستیک
- ترموپلاست
- رنگ و رزین آسیا
- کن تایر
- شرکت تولیدی و مهندسی لیتا
- شرکت تولیدی رنگ آذر
- کبریت‌سازی توکلی
- کبریت‌سازی ممتاز
- شرکت تخته فشاری و فورمیکاسازی آذربنیاد

## غذایی، دارویی و بهداشتی
- آناتا
- آیدین
- شیرین‌عسل
- شونیز
- پگاه آذربایجان شرقی
- شکوماد
- زمزم آذربایجان
- خوشگوار تبریز
- خوشگوار آذربایجان
- ارم نوش تبریز
- آذرگل لبن
- بستنی اطمینان آذرگل
- خمیرمایه ایران مایه
- بیسکویت یگانه
- صنایع غذایی مانی
- بیسکویت حام
- پروتئین آرزو
- داروسازی شهید قاضی تبریز
- داروسازی زهراوی تبریز
- داروسازی دانا تبریز (داروسازی زکریای تبریز)
- شیرین‌کار تبریز
- صابون‌سازی یوسفی
- صنایع غذایی ونج
- رب سانیا
- گل‌عسل
- گروه تولیدی پسران صداقت
  - شرکت کولاک شرق
  - کشت و صنعت پنار مراغه (لبنیات دردانه)

## کانی غیرفلزی
- کاشی تبریز
- دیرگدازآذربایجان
- شرکت صنایع آجر ماشینی آذربایجان
- آجرسفال تبریز
- آذرلنز
- آذریت
- آهک هیدراته آذرشهر
- تبریزکف
- شیشه آذر
- چینی بهداشتی ارس
- شرکت خانه‌سازی ایرداک
- شرکت خانه‌سازی پیش‌ساخته آذربایجان
- سیمان صوفیان
- گچ آذربایجان
- صنایع خاک چینی ایران
- فراورده‌های نسوز تبریز
- گروه صنعتی توانگران سهند

## نساجی و پوشاک
- نساجی تبریز
- اطلس‌پود
- کفش سهند
- پالاز موکت
- ستاره نخ تبریز
- آیلارچرم
- چرم‌سازی عمران
- چرم‌سازی تبریز
- پنبهٔ هیدروفیل و حولهٔ سهند
- حولهٔ هنر
- حولهٔ لاله
- حولهٔ برق‌لامع
- حوله آذر ریس تبریز
- ریسندگی پشمینه تبریز
- شرکت ریسندگی و بافندگی اتحاد بناب
- شمس اسکو
- شرکت تولیدی صنعتی کفش ایمنی پاتن پدیده تبریز
- شرکت روئین‌تن‌پوش
- گروه تولیدی کفش آقایی
- صنایع چاپ سیلک و طلاکوبی بهزاد
- شرکت کفش شمس
- تولیدی و چاپ پارچه گهرگستر